# Campoletis morosa
Campoletis morosa là một loài tò vò trong họ Ichneumonidae.